# Pilomecyna grisescens
Pilomecyna grisescens là một loài bọ cánh cứng trong họ Cerambycidae.